# لويس هنت (مغنية)
لويس هنت (بالإنجليزية: Lois Hunt)‏ هي مغنية ومغنية أوبرا أمريكية، ولدت في 26 نوفمبر 1924، وتوفيت في 26 يوليو 2009.

## وصلات خارجية
- لويس هنت على موقع IMDb (الإنجليزية)
- لويس هنت على موقع ميوزك برينز (الإنجليزية)
- لويس هنت على موقع قاعدة بيانات برودواي على الإنترنت (الإنجليزية)